# Teriberka (fleuve)
La Teriberka (Териберка) est un fleuve côtier de la péninsule de Kola, à l'extrême nord-ouest de la Russie, qui se jette au bout de 127 kilomètres dans la mer de Barents au port de Teriberka. Elle prend sa source au lac Repyavr (Repjavr en finnois).
Dix neuf lacs se déversent dans le fleuve qui compte six affluents, dont les principaux sont la Moutchka et le Kolyok. Deux centrales hydroélectriques ont été construites sur la Tériberka dans les années 1980, formant deux lacs artificiels: le réservoir de Verkhneteriberskoïe (de la Teriberka supérieure) et le réservoir de Nijneteriberskoïe (de la Teriberka inférieure).
Son embouchure se trouve à environ 70 kilomètres à l'est de Mourmansk. Son bassin versant fait 2 230 km2.